# Lettice and Lovage
Lettice and Lovage (traducida al español sucesivamente como El poder de la mandrágora, Leticia, Leticia y los peces rojos y Leticia y Amoricia) es una obra de teatro del dramaturgo británico Peter Shaffer, estrenada en 1987.

## Argumento
Lettice Douffet es una mujer excéntrica y fantasiosa que desempeña con pasión su trabajo como guía turística de edificios antiguos. Sin embargo, la personalidad de la mujer y su empeño en agradar a sus oyentes, dan lugar a que sus explicaciones, divertidas y atrayentes, terminen desbordando la más prosaica realidad y quebrando el rigor histórico, para irritación de algún detractor como la estricta Lotte Schoen. Pese a que la forma que tiene Lettice de exponer sus historias atraen cada vez más público, su ausencia de lealtad a los hechos históricos acaban costándole el puesto por decisión de su jefe Schoen. En su domicilio, Lettice recibe la visita de Lotte con una carta de recomendación. Las dos mujeres descubrirán que tienen más intereses en común de lo que imaginaban.

## Representaciones destacadas
Estrenada en gira por el Reino Unido, culminó en el Teatro Gielgud de Londres en 1987, donde se mantuvo dos años en cartel, con 768 representaciones. Estuvo interpretado por Maggie Smith y Margaret Tyzack.
En España la obra, titulada El poder de la mandrágora, se estrenó en 1989 con Amparo Baró y María Fernanda D'Ocón en los dos papeles principales, que intercambiaban en cada función y que fueron rebautizados como Carlota y Leticia. Estuvieron acompañadas sobre el escenario por Manuel Andrés y dirigidas por Manuel Collado.
Dos años después pasó a los escenarios madrileños, con el mismo elenco, pero bajo el título de Leticia.
En México, la obra fue presentada con el título de Leticia y Amoricia en 1991, en la función inaugural del Teatro Diego Rivera de la Ciudad de México (hoy Nuevo Teatro Silvia Pinal). Fue protagonizada por las actrices mexicanas Silvia Pinal y María Teresa Rivas.

## Premios Tony
En 1990 recibió los Premios Tony a las actrices Maggie Smith y Margaret Tyzack y fue nominada a Mejor obra y Mejor dirección.